# Colchester, Vermont
Colchester är en kommun (town) i Chittenden County i delstaten Vermont i USA. Vid folkräkningen år 2000 bodde 16 986 personer på orten. Den har enligt United States Census Bureau en area på totalt 151,9 km² varav 56,3 km² är vatten.  